# Osmia melanogaster
Osmia melanogaster is een vliesvleugelig insect uit de familie Megachilidae. De wetenschappelijke naam van de soort is voor het eerst geldig gepubliceerd in 1808 door Spinola.